# Recopa Sul-Americana de 2013
A Recopa Sul-Americana de 2013, oficialmente Recopa Santander Sudamericana 2013 por motivos de patrocínio, foi a 20.ª edição do torneio realizado anualmente pela Confederação Sul-Americana de Futebol (CONMEBOL). Os participantes da edição de 2013 foram os rivais brasileiros Corinthians, campeão da Copa Libertadores da América de 2012, e São Paulo, campeão da Copa Sul-Americana de 2012, ambos campeões invictos. Foi a sexta vez que o título foi disputado por equipes do mesmo país.
Alguns informativos apontavam para a possibilidade de o torneio ser realizado no Estádio Ninho de Pássaro, na China porém a CONMEBOL, organizadora da competição, não confirmou tal informação.
Os jogos foram disputados nos dias 3 e 17 de julho. O primeiro com mando do São Paulo, no Estádio do Morumbi, onde o Corinthians venceu a equipe da casa pelo placar de 2–1. A decisão no Estádio do Pacaembu com o mando do Corinthians decretou o primeiro título alvinegro na competição após vencer o tricolor por 2–0.

## Participantes
| Clube       | Cidade    | Classificação                                   | Participação |
| ----------- | --------- | ----------------------------------------------- | ------------ |
| Corinthians | São Paulo | Campeão da Copa Libertadores da América de 2012 | 1°           |
| São Paulo   | São Paulo | Campeão da Copa Sul-Americana de 2012           | 4°           |

## Partidas

### Primeiro jogo
| 3 de julho    | São Paulo   | 1 – 2     | Corinthians                       | Estádio do Morumbi, São Paulo                |
| 21:50 (UTC-3) | Aloísio 46' | Relatório | Guerrero 28' · Renato Augusto 75' | Público: 31 691 Árbitro: BRA Ricardo Marques |

| São Paulo | Corinthians |

| G          | 1  | Rogério Ceni      |     |     |
| LD         | 23 | Douglas           |     | 45' |
| Z          | 3  | Lúcio             |     |     |
| Z          | 2  | Rafael Tolói      |     |     |
| LE         | 16 | Juan              | 19' |     |
| V          | 7  | Rodrigo Caio      |     |     |
| V          | 15 | Denílson          |     | 78' |
| M          | 8  | PH Ganso          | 19' | 45' |
| M          | 10 | Jádson            | 19' |     |
| A          | 9  | Luís Fabiano      |     |     |
| A          | 17 | Osvaldo           |     |     |
| Reservas:  |    |                   |     |     |
| G          | 12 | Denis             |     |     |
| Z          | 4  | Rhodolfo          |     |     |
| M          | 18 | Maicon            |     |     |
| V          | 5  | Wellington        | 19' | 45' |
| M          | 20 | Lucas Evangelista |     | 78' |
| A          | 19 | Aloísio           |     | 45' |
| A          | 11 | Ademilson         |     |     |
| Técnico:   |    |                   |     |     |
| Ney Franco |    |                   |     |     |

| G         | 12 | Cássio         |     |         |
| LD        | 21 | Edenílson      |     |         |
| Z         | 4  | Gil            |     |         |
| Z         | 13 | Paulo André    |     |         |
| LE        | 6  | Fábio Santos   |     | 87'     |
| V         | 5  | Ralf           | 19' |         |
| V         | 19 | Guilherme      |     |         |
| M         | 20 | Danilo         |     | 27'     |
| A         | 17 | Romarinho      |     |         |
| A         | 11 | Emerson        | 19' | 81'     |
| A         | 9  | Guerrero       | 19' |         |
| Reservas: |    |                |     |         |
| G         | 1  | Júlio César    |     |         |
| Z         | 3  | Chicão         |     |         |
| Z         | 23 | Felipe         |     |         |
| M         | 8  | Renato Augusto | 19' | 52'     |
| M         | 10 | Douglas        |     | 27' 52' |
| M         | 18 | Ibson          |     | 81'     |
| A         | 7  | Alexandre Pato |     |         |
| Técnico:  |    |                |     |         |
| Tite      |    |                |     |         |

| Árbitros assistentes: Marcelo Van Gasse Kléber Lúcio Gil Quarto árbitro: Péricles Cortez |

### Segundo jogo
| 17 de julho   | Corinthians                | 2 – 0     | São Paulo | Estádio do Pacaembu, São Paulo              |
| 21:50 (UTC-3) | Romarinho 35' · Danilo 68' | Relatório |           | Público: 36 294 Árbitro: BRA Paulo Oliveira |

| Corinthians | São Paulo |

| G         | 12 | Cássio           |     |     |
| LD        | 21 | Edenílson        |     |     |
| Z         | 4  | Gil              |     |     |
| Z         | 13 | Paulo André      |     |     |
| LE        | 6  | Fábio Santos     |     |     |
| V         | 5  | Ralf             |     |     |
| V         | 19 | Guilherme        |     |     |
| M         | 20 | Danilo           | 32' |     |
| A         | 17 | Romarinho        |     | 70' |
| A         | 11 | Emerson          |     | 88' |
| A         | 9  | Guerrero         |     | 85' |
| Reservas: |    |                  |     |     |
| G         | 1  | Danilo Fernandes |     |     |
| Z         | 3  | Chicão           |     |     |
| LD        | 2  | Alessandro       |     |     |
| M         | 8  | Renato Augusto   |     | 70' |
| M         | 10 | Douglas          |     |     |
| M         | 18 | Ibson            |     | 88' |
| A         | 7  | Alexandre Pato   |     | 85' |
| Técnico:  |    |                  |     |     |
| Tite      |    |                  |     |     |

| G             | 1  | Rogério Ceni      |     |     |
| LD            | 23 | Douglas           | 21' |     |
| Z             | 3  | Lúcio             |     |     |
| Z             | 2  | Rafael Tolói      |     |     |
| LE            | 16 | Juan              |     | 67' |
| V             | 5  | Wellington        |     | 45' |
| V             | 7  | Rodrigo Caio      |     |     |
| V             | 15 | Denílson          |     |     |
| M             | 8  | PH Ganso          |     |     |
| A             | 9  | Luís Fabiano      |     |     |
| A             | 17 | Osvaldo           |     |     |
| Reservas:     |    |                   |     |     |
| G             | 12 | Denis             |     |     |
| Z             | 14 | Édson             |     |     |
| LD            | 24 | Caramelo          |     |     |
| M             | 18 | Maicon            |     | 67' |
| M             | 21 | Roni              |     |     |
| M             | 20 | Lucas Evangelista |     |     |
| A             | 19 | Aloísio           |     | 45' |
| A             | 22 | Silvinho          |     |     |
| A             | 11 | Ademilson         |     |     |
| Técnico:      |    |                   |     |     |
| Paulo Autuori |    |                   |     |     |

| Árbitros assistentes: Márcio Santiago Fabrício Vilarinho Quarto árbitro: Wilton Sampaio |

## Premiação
| Recopa Sul-Americana de 2013    |
| ------------------------------- |
| CORINTHIANS Campeão (1° título) |

## Artilharia
1 gol (5)
- Aloísio (São Paulo)
- Danilo (Corinthians)
- Paolo Guerrero (Corinthians)
- Renato Augusto (Corinthians)
- Romarinho (Corinthians)